# Comfort 26
Comfort 26 eller C26 är en segelbåt konstruerad av Kenneth Albinsson 1979 och tillverkades några år in på 1980-talet.
Comfort 26 byggdes av Comfortbåtar i Arvika och ingick i den övriga serien av Comfortbåtar: Comfort 30, Comfort 32 och Comfort 34. 
De flesta exemplaren såldes som halvfabrikat och båten har tillverkats i åtminstone två olika inredningsvarianter: Den ursprungliga varianten hade två stickkojer akterut. För om stickkojerna fanns diskho och spis. På den senare varianten flyttades pentry med spis och diskho till babord om nedgångstrappan. Förut i båten fanns salong med två längsgående soffor och en traditionell förpik.

## Källhänvisningar
- Sailguide Comfort 26